# Goruša (Bugojno, BiH)
Goruša je naseljeno mjesto u općini Bugojno, Federacija Bosne i Hercegovine, BiH.

## Povijest
Selo je stradalo u bošnjačko-hrvatskom sukobu. Nakon bitke za Bugojno, Goruša je potpuno uništena. U rujnu 1993. postrojbe Armije BiH u Goruši su ubile troje Hrvata. To su: Jozo (Luka) Milardić (r. 1914.), Milica Milardić (r. 1925.) i Ante (Jozo) Lučić (r. 1959.).

## Stanovništvo

### 1991.
Nacionalni sastav stanovništva 1991. godine, bio je sljedeći:
ukupno: 425
- Hrvati - 339
- Muslimani - 84
- Jugoslaveni - 1
- ostali, neopredijeljeni i nepoznato - 1

### 2013.
Nacionalni sastav stanovništva 2013. godine, bio je sljedeći:
ukupno: 107
- Bošnjaci - 78
- Hrvati - 29